# Lucena Club de Fútbol
Il Lucena Club de Fútbol è una società calcistica con sede a Lucena, in Andalusia, regione della Spagna.
Gioca nella Segunda División B, la terza serie del campionato spagnolo.

## Tornei nazionali
- 1ª División: 0 stagioni
- 2ª División: 0 stagioni
- 2ª División B: 3 stagioni
- 3ª División: 17 stagioni

## Denominazioni della squadra
- Atlético Lucentino Industrial - (1968–2006)
- Lucena Club de Fútbol - (2006–)

## Stagioni
| Stagione    | Categoria | Posizione |
| ----------- | --------- | --------- |
| 1983/84     | 3ª        | 19°       |
| dal 1984-85 | Regionali | —         |
| al 1989-90  | Regionali | —         |
| 1990/91     | 3ª        | 14°       |
| 1991/92     | 3ª        | 14°       |
| 1992/93     | 3ª        | 9°        |
| 1993/94     | 3ª        | 16°       |
| 1994/95     | 3ª        | 18°       |
| 1995/96     | Regionali | —         |
| 1996/97     | 3ª        | 17°       |
| 1997/98     | 3ª        | 5°        |
| 1998/99     | 3ª        | 5°        |

| Stagione | Categoria | Posizione |
| -------- | --------- | --------- |
| 1999/00  | 3ª        | 9°        |
| 2000/01  | 3ª        | 3°        |
| 2001/02  | 3ª        | 5°        |
| 2002/03  | 3ª        | 3°        |
| 2003/04  | 3ª        | 11°       |
| 2004/05  | 3ª        | 9°        |
| 2005/06  | 3ª        | 9°        |
| 2006/07  | 3ª        | 3°        |
| 2007/08  | 2ªB       | 10°       |
| 2008/09  | 2ªB       | 15°       |
| 2009/10  | 2ªB       | —         |

## Palmarès

### Altri piazzamenti
- Segunda División B 2011-2012:

Terzo posto: 2011-2012 (gruppo IV)